# Prifti
Prifti (en serbe cyrillique : Прифти; en albanais : Priftën) est un village de l'est du Monténégro, dans la municipalité de Podgorica.

## Démographie

### Évolution historique de la population
| 1948 | 1953 | 1961 | 1971 | 1981 | 1991 | 2003 |
| ---- | ---- | ---- | ---- | ---- | ---- | ---- |
| 115  | 131  | 131  | 102  | 13   | 4    | 2    |